# Jorge Carranza Fraser
Jorge Carranza Fraser (Salina Cruz, Oaxaca, 1927- Ciudad de México, 2006) fue un biólogo mexicano que ejerció como director general del Instituto Nacional de Pesca de 1977 a 1982.

## Biografía

### Formación universitaria
El Dr. Carranza, graduado de la Escuela Nacional de Ciencias Biológicas del Instituto Politécnico Nacional. Estudio su maestría en oceanografía y obtuvo su doctorado en peces por parte de la Universidad de Míchigan. Se especializó en limnología y pesquerías.

## Trayectoria profesional
A lo largo de su trayectoria, fundó el Centro Nacional de Ciencias y Biología Marina de Veracruz y fue investigador en el Instituto de Biología y el Instituto de Ciencias del Mar y Limnología de la Universidad Nacional Autónoma de México. Además, ocupó cargos como director de la Dirección General de Ciencia y Tecnología del Mar de la Secretaría de Educación Pública y finalmente como director general del Instituto Nacional de Pesca.

### Destacadas aportaciones
Durante su periodo de liderazgo, el biólogo promovió la evaluación de los recursos marinos en áreas profundas, enfocándose especialmente en hábitats como los de las sardinas y la anchoveta. También fomentó la colaboración entre instituciones nacionales, extranjeras e internacionales para llevar a cabo investigaciones conjuntas, así como la implementación de programas que aprovecharan de manera sostenible los recursos naturales marinos.
Durante esta etapa, estableció tres líneas principales de trabajo creando para ello tres Subdirecciones en el Instituto: de Biología Pesquera, a cargo de la Maestra en Ciencias Ma. Concepción Rodríguez de la Cruz; de Tecnología y Procesos, a cargo del Maestro en Ciencias Manuel Grande Vidal y de Pesquerías Dulceacuícolas y Especies en Peligro, a cargo del Doctor Pedro Mercado Sánchez.
El Dr. Carranza fue el primero en intentar efectuar un catálogo de especímenes adecuado a las normas internacionales, al estar a cargo del Laboratorio de Ictiología cuando el Departamento de Ciencias del Mar del Instituto de Biología se convirtió en Ciencias del Mar y Limnología.
En sus últimos 15 años de vida, su investigación científica se enfocó en estudiar el manejo de los recursos naturales en los ríos, lagos y arroyos de México, con particular interés en las grandes presas hidroeléctricas.

## Reconocimientos
Com homenaje a la trayectoria del Dr. Carranza, el Buque de Investigación Pesquera y Oceanográfica BIPO del Instituto Nacional de pesca lleva su nombre. Construido por el Astillero Armón en España, el buque cuenta, para la investigación pesquera y oceanográfica, con laboratorios y con áreas de tecnología de captura equipados con instrumental y equipo de alta tecnología, siendo reconocido como uno de los cinco mejores en su tipo a nivel mundial. 
En el marco del 60° aniversario de la creación del Instituto Nacional de Pesca se llevaron a cabo dos eventos conmemorativos: el primero en agosto del 2022 en Ensenada, Baja California en un evento titulado Puertas Abiertas del Buque de Investigación Pesquera y Oceanográfica “Dr. Jorge Carranza Fraser” al cual asistieron Armando Ayala Robles, presidente municipal de Ensenada; Alma Rosa García Juárez, secretaria de Pesca y Acuacultura de Baja California. El segundo en Mazatlán, Sinaloa el homenaje al Dr. Jorge Carranza Fraser, mismo que contó con la presencia de la secretaria de Pesca y Acuacultura del estado y Presidencia Municipal. Pablo Arenas Fuentes, actual director general del INAPESCA, estuvo presente en ambos. 